# 殉職警官紀念頁
殉職警官紀念頁股份有限公司（英文：The Officer Down Memorial Page, Inc.，縮寫：ODMP) 是一個非政府組織，它負責維護一個列出了美國、加拿大、中歐、澳大利亞和新西蘭的殉職執法人員和警察的網站。

## 歷史
ODMP由Chris Cosgriff建立於1996年，當時他即將成為詹姆斯·麥迪遜大學的大一新生。一開始這個網站只收錄當時剛剛殉職的警官，後來將時間範圍逐漸擴大到1791年。
ODMP宣稱每月訪問網站的獨立用戶有250,000名。它的研究人員全部都是志願者，并由一個紐約市警察局的副官管理。這一組織揭露了數百名被遺忘的殉職者，並且承諾這些資料都來自相關的警方檔案。
1997年，加拿大和澳大利亞有了自己的獨立頁面，次年中歐和新西蘭也加入了。
2000年，ODMP獲501(c)條款減免利息所得稅。這個網站通過個人捐助以及在禮品店銷售T恤、保險杠貼紙等物件獲取資金。 此網站是Advertising-free media。
2007年，ODMP與SharedBook Inc合夥，創辦《殉職警官紀念冊》，這本書是ODMP的書面版，售書所獲利益將用於ODMP的運作。
2010年，此網站接受了美國司法部下轄美國司法援助局的15萬美元撥款。

## 標準
ODMP有一個標準清單，清單上列取了因履行自己的職責、暴力犯罪、事故、疾病或者自然因素而導致死亡的執法人員。如果憲兵、維和人員、軍事偵探或者特工在做官方調查時犧牲也會被列入其中。
ODMP不會列入因行為不檢、操作不當、服用酒精和管制藥品以及自殺等而導致死亡的相關人員。非執法時偶然事故死亡的、私人保安等也不在考慮範圍之內。

## 設置
每個被列入的人物都有相關檔案，一般附帶照片，如果可能的話，所服務的機構、警銜、所在編號、死亡日期等也會和一份簡歷一起被詳細列出。
如果死因是與犯罪嫌疑人遭遇，ODMP通常不會給出嫌犯的名字。然而會列出嫌犯是否已被逮捕，如果已逮捕，可能還會寫出審判的細節。檔案的結尾是此人曾服務過的機構，以及其還在世的親屬（不會給出具體姓名）。
每個警官檔案都有一個評論區，侮辱性評價將被移除。
網站擁有一個搜索引擎，可以搜索相關的姓、機構、州、時間和死因等信息。

## 最早檔案
- 最早的死亡記錄是紐約州奧爾巴尼縣達利斯·昆比（Darius Quimby），死於1791年1月3日。
- 最早死亡的聯邦官員記錄是美國法警羅伯特·福賽斯，死於1794年1月11日。
- 最早死亡的女性官員是紐約州懲教所隨員內莉·威克斯，死於1906年9月27日。

## 外部連結
- ODMP的官方網站 （页面存档备份，存于）
- ODMP加拿大 （页面存档备份，存于）
- ODMP中歐 （页面存档备份，存于）